# 达尼亚
达尼亚（法語：Dampniat，法語發音：[danja]）是法国科雷兹省的一个市镇，位于该省西南部，属于布里夫拉盖亚尔德区。

## 地理
达尼亚（45°10'5"N, 1°37'55"E）面积15.38 平方千米，位于法国新阿基坦大区科雷兹省，该省份为法国中南部省份，北起上维埃纳省和克勒兹省，西接多爾多涅省，南至洛特省，东临多姆山省和康塔爾省。
与达尼亚接壤的市镇（或旧市镇、城区）包括：阿尔比尼亚克、欧巴济讷、拉沙佩勒欧布罗、科纳克、朗特伊、马勒莫尔、帕拉赞日、圣伊莱尔佩鲁。
达尼亚的时区为UTC+01:00、UTC+02:00（夏令时）。

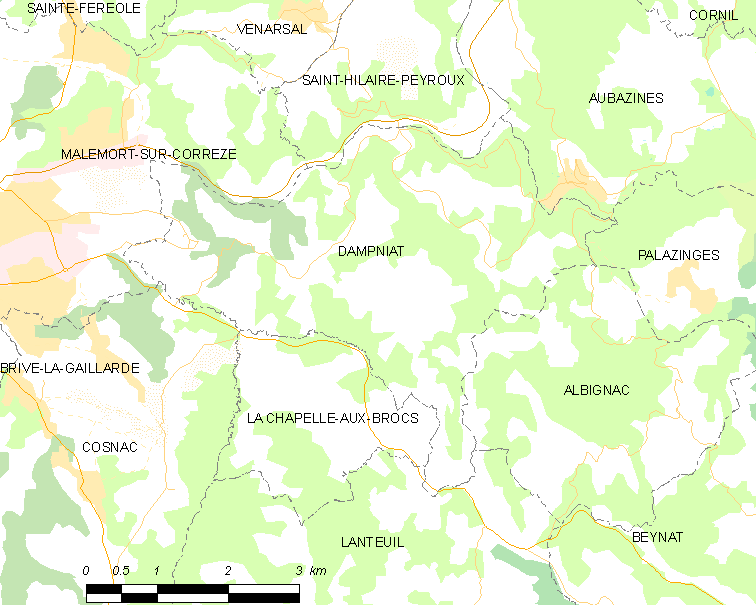
达尼亚的OSM定位图

## 行政
达尼亚的邮政编码为19360，INSEE市镇编码为19068。

## 政治
达尼亚所属的省级选区为马勒莫尔县。

## 人口

1962-2008年间达尼亚人口变化图示

达尼亚于2022年1月1日时的人口数量为707人。